# Zimmerterrein
Het Zimmerterrein, ook bekend als het Landje van Ome Kick,  is een klein park in de Bellamybuurt in Amsterdam-West. Het parkje ligt aan de oostzijde van de Kostverlorenvaart vlak bij de Wiegbrug.
Aan de noordkant grenst het park aan de Tolbrugstraat en aan de zuidkant aan de Schimmelstraat. Het terrein vormt een onderbreking in de Tweede Kostverlorenkade.
De volgende soorten bomen staan in het parkje: iepen, meidoorns en prunussen.
Op deze plek was de IJzergieterij Zimmer gevestigd, onder meer fabrikant van de eerste Amsterdammertjes (paaltjes) en van lantaarnpalen en putdeksels waarvan enkele nog steeds in Amsterdam te vinden zijn.  Na 1945 werden ook veel kerkklokken hier gemaakt.
Na het vertrek van fabriek (rond 1970) en afbraak (eind jaren '70 werd het terrein gebruikt door mensen uit de buurt. Frits Bottelier (1925-2011), bijgenaamd Ome Kick, zette zich in de jaren 70 en 80 in tegen bebouwing en organiseerde activiteiten voor kinderen, waardoor voor veel buurtbewoners dit nog het "Landje van Ome Kick" is.
Een aantal jaar geleden is het park gerenoveerd. Aan de zuidzijde kwam een kinderboerderij, sinds 1996 geheten Stadsboerderij Zimmer. Verder is er een speeltuin en een ligweide aan het water van de Kostverlorenvaart.  Aan de oostkant staat een buurthuis, Buurtcentrum de Havelaar, aan de Douwes Dekkerstraat.
Alhoewel het park niet formeel een naam heeft gekregen, wordt het in de volksmond het Zimmerterrein genoemd, maar ook wel het landje van Ome Kick.   Het Stadsdeel West en OpenStreetMap gebruiken ook de benaming Zimmerterrein.